# André Bascou
Pour les articles homonymes, voir Bascou.
André Bascou, né le 9 avril 1944 à Rivesaltes (Pyrénées-Orientales), est un homme politique français.

## Biographie
Ingénieur Arts & Métiers (Ai. 163), André Bascou est maire de Rivesaltes depuis 1983. 
Il est député de la 2e circonscription des Pyrénées-Orientales de 1993 à 1997. 
Il parraine la candidature de Jacques Chirac à l'élection présidentielle de 1988.
Il soutient Alain Juppé pour la primaire présidentielle des Républicains de 2016.

## Mandats
Député
- 28 mars 1993 - 21 avril 1997 : député de la 2e circonscription des Pyrénées-Orientales

Maire
- depuis mars 1983 : maire de Rivesaltes